# Tit Estaci
Tit Estaci (en llatí Titus Statius) va ser elegit tribú de la plebs l'any 475 aC juntament amb Luci Cedici (Lucius Caedicius) i els dos conjuntament van dirigir una acusació contra Espuri Servili Prisc Estructe, el cònsol de l'any anterior. En parla Titus Livi.